# Villers-Laquenexy
Villers-Laquenexy est une ancienne commune française du département de la Moselle en région Grand Est. Elle est rattachée à celle de Laquenexy depuis 1813.

## Géographie
Villers-Laquenexy est située sur la rive gauche de la Nied française.

## Toponymie
Anciennement mentionné : Villers-sur-Niedz et Willeir la Guegnesy (xve siècle), Villeir de Leiz Laquenexit (1404), Villes par devers Columbey (1429), Viller en la Quenexi (1431), Villeir de ley Laquenexey (1438), Willer Lacquenexey (1444), Villaris (1462), Villers c'on dit Laquennexy (1466), Viller Laquegnesy (1517), Villé Laquenxi (1635), Villers-lès-Cunexy (carte Cassini), Villers Laquennexy (1793), Villers-Laquenexy (1801),.
En allemand : Villers-Kenchen (1915-1918), Kenchenweiler (1940-1944).

## Histoire
À l'époque de l'Ancien régime, cette localité dépend des Trois-Évêchés et plus précisément du bailliage de Metz sous la coutume de cette ville.
La commune de Villers-Laquenexy est réunie à celle de Laquenexy par décret du 12 janvier 1813. 

## Politique et administration
| Période                                  | Période | Identité        | Étiquette | Qualité |
| ---------------------------------------- | ------- | --------------- | --------- | ------- |
| an VIII                                  |         | Bertrand Lerond |           |         |
| Les données manquantes sont à compléter. |         |                 |           |         |

## Démographie
| 1793 | 1800 | 1806 |
| ---- | ---- | ---- |
| 176  | 138  | 132  |